# RT-11
L'RT-11 («RT» de Real Time - «temps real») va ser un petit sistema operatiu de temps real, monousuari, per a la família d'ordinadors de 16 bits PDP-11, de la Digital Equipment Corporation. L'RT-11 va ser implementat per primer cop el 1970 i es va utilitzar àmpliament per a sistemes de temps real, control de processos i adquisició de dades a través de la línia completa d'ordinadors PDP-11.